# Lycksele
För andra betydelser, se Lycksele (olika betydelser).
Lycksele (sydsamiska Liksjoe, Liksjovvene eller Liksjoene; umesamiska Lïkssjuo) är en tätort i Lappland och centralort i Lycksele kommun i Västerbottens län. Lycksele är beläget längs järnvägen mellan Hällnäs och Storuman samt Europaväg 12 och turistvägen Blå vägen, och var den första orten i landskapet som fick stadsprivilegier.

## Historia
Fram till 1600-talet fanns inga samhällen i södra Lappland. Trakten användes som renbetesland av skogssamer men hade ingen fast befolkning. I takt med att den svenska statsmakten ville stärka sin ställning uppstod behovet av fasta mötesplatser. På dessa uppfördes kyrkor och marknadsplatser, där samer och handelsmän och nybyggare kunde mötas. Dessutom drevs även skatt in här.

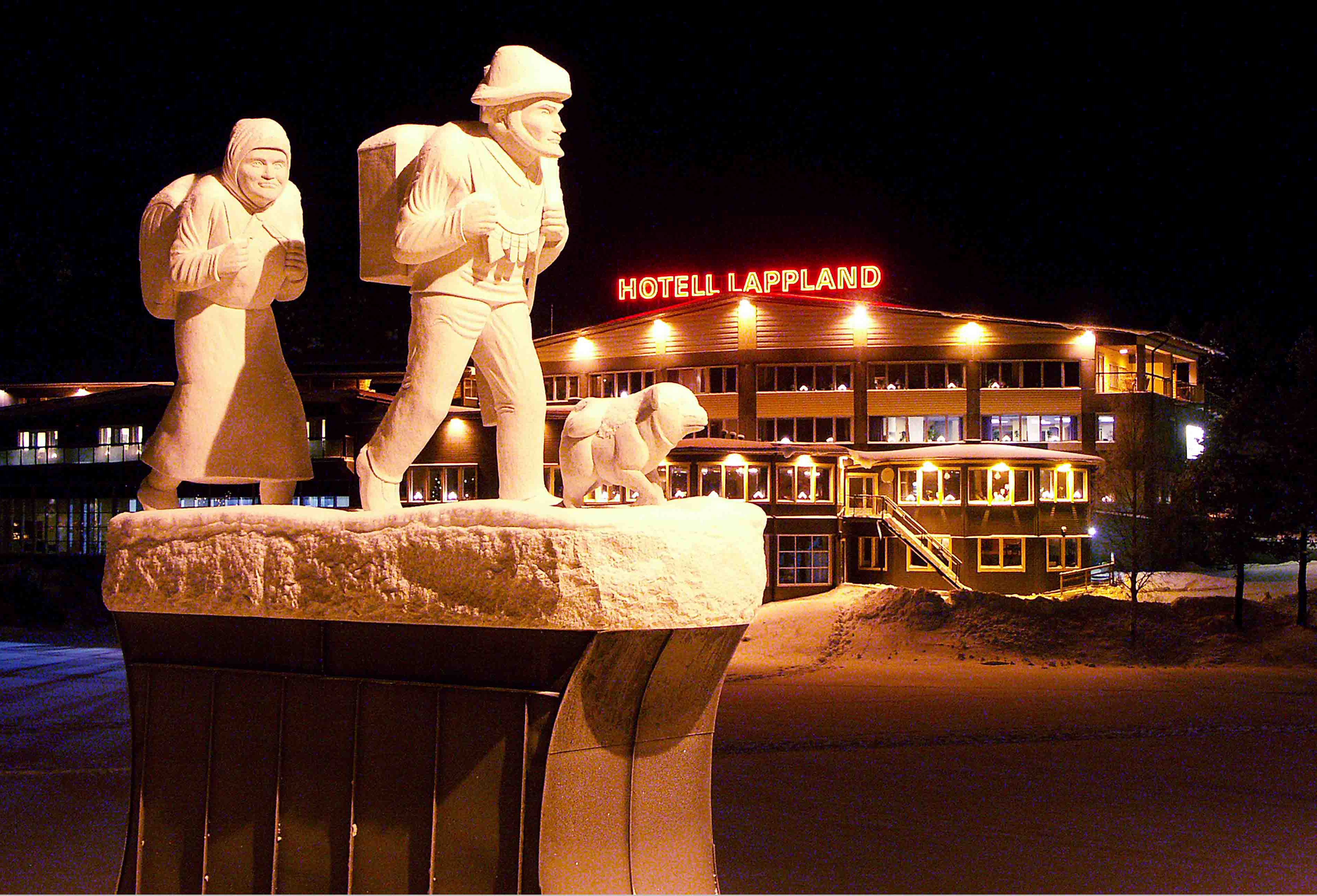
Skulpturen Nybyggarna, ett minnesmärke över nybyggarna som kom till trakten. Den står på ett brofäste till den gamla bron, är emellertid placerad så att nybyggarna står i riktningen nedströms Umeälven (den riktningen de i själva verket kom ifrån)

Detta skedde på en halvö i Umeälven, uppströms från nuvarande stadskärna, Öhn (nuvarande Gammplatsen, som sedan tidigare fungerat som ett större vinterviste för samerna inom området). Öhn utsågs 1607 till kyrk- och marknadsplats i södra Lappland av Karl IX och Lycksele firade därför sitt 400-årsjubileum 2007.
Allt eftersom bebyggelsen växte runt kyrkan blev det klart att den relativt lilla halvön inte längre lämpade sig för vidare expansion. År 1785 beslöt sockenstämman att anlägga en ny kyrka och flyttade marknadsplatsen till den så kallade Heden en bit nedströms. År 1926 blev Lycksele köping (Lycksele köping), två år efter att delen Hällnäs–Lycksele av järnvägslinjen mellan Hällnäs och Storuman färdigställts. Den återstående bandelen till Storuman blev färdig 1930. Lycksele fick stadsrättigheter år 1946, Lycksele stad, som den första i Lappland. Orten kallas "Lappstockholm" och marknadsför sig som "staden i Lappland" med hänvisning till det faktum att orten dels var Lapplands första stad, dels att orten tidigt blev en viktig mötesplats.
Efter järnvägens ankomst utvecklades Lycksele till en typisk småstad med mindre industrier och viktiga offentliga institutioner som lasarett, gymnasium och tingsrätt.
Efter en befolkningstopp på 1970-talet har ortens invånarantal sjunkit men på senare tid bromsats upp tack vare en expanderande gruvindustri. Orten är dock fortfarande drabbad av avfolkning, om än kanske i något mindre utsträckning än jämförbara orter i Norrlands inland. År 2000 bodde det 8 692 personer i Lycksele. Fem år senare hade folkmängden minskat till 8 597 personer.

### Administrativa tillhörigheter
Lycksele var och är kyrkby i Lycksele socken och ingick efter kommunreformen 1862 i  Lycksele landskommun. Den 6 juni 1884 inrättades i landskommunen Lycksele municipalsamhälle samt Lycksele marknadsplats municipalsamhälle, vilket upplöstes 29 februari 1924. Lycksele municipalsamhälle med närområde bröts 1929 ut ur landskommunen och bildade Lycksele köping. Köpingskommunen ombildades i sin tur 1946 till Lycksele stad som 1971 uppgick i Lycksele kommun i vilken orten sedan dess är centralort.
I kyrkligt hänseende har Lycksele sedan 1606 hört till Lycksele församling. 
Orten ingick till 1971 i Lycksele tingslag och därefter i Lycksele domsaga.

## Geografi

### Klimat
Lycksele har subarktiskt klimat med långa kalla vintrar, och korta somrar. Den högsta temperatur som uppmätts på orten är 33,5 grader Celsius (juli 2014) och den lägsta är -43,0 grader (januari 1956).[källa behövs]
Lyckseles årliga nederbörd, samt de lägsta och de högsta medeltemperaturerna för ett helt år.
|                                            | Jan  | Feb  | Mar  | Apr  | Maj  | Jun  | Jul  | Aug | Sep  | Okt  | Nov  | Dec  |
| ------------------------------------------ | ---- | ---- | ---- | ---- | ---- | ---- | ---- | --- | ---- | ---- | ---- | ---- |
| Normaldygnets maximitemperaturs medelvärde | −8   | −6   | 0    | 5    | 12   | 17   | 19   | 17  | 12   | 4    | −3   | −7   |
| Normaldygnets minimitemperaturs medelvärde | −15  | −15  | −11  | −5   | 1    | 7    | 10   | 8   | 3    | −2   | −8   | −13  |
|                                            |      |      |      |      |      |      |      |     |      |      |      |      |
| Nederbörd                                  | 30,6 | 24,3 | 23,3 | 21,8 | 28,5 | 49,2 | 70,9 | 61  | 34,3 | 33,8 | 31,9 | 25,3 |

| Diagram | temperaturer i °C • månadsnederbörd i mm | temperaturer i °C • månadsnederbörd i mm | temperaturer i °C • månadsnederbörd i mm | temperaturer i °C • månadsnederbörd i mm | temperaturer i °C • månadsnederbörd i mm | temperaturer i °C • månadsnederbörd i mm | temperaturer i °C • månadsnederbörd i mm | temperaturer i °C • månadsnederbörd i mm | temperaturer i °C • månadsnederbörd i mm | temperaturer i °C • månadsnederbörd i mm | temperaturer i °C • månadsnederbörd i mm | temperaturer i °C • månadsnederbörd i mm |
|         | 31 -8 -15                                | 24 -6 -15                                | 23 0 -11                                 | 22 5 -5                                  | 29 12 1                                  | 49 17 7                                  | 71 19 10                                 | 61 17 8                                  | 34 12 3                                  | 34 4 -2                                  | 32 -3 -8                                 | 25 -7 -13                                |

### Stadsdelar
I Lycksele finns stadsdelarna Hamn, Lugnet, Palmsunda, Södermalm, Jonsta, Forsdala, Villaryd, Forsbacka, Nydala, Norrmalm, Norräng och Furuvik.

## Ekonomi och infrastruktur

### Näringsliv

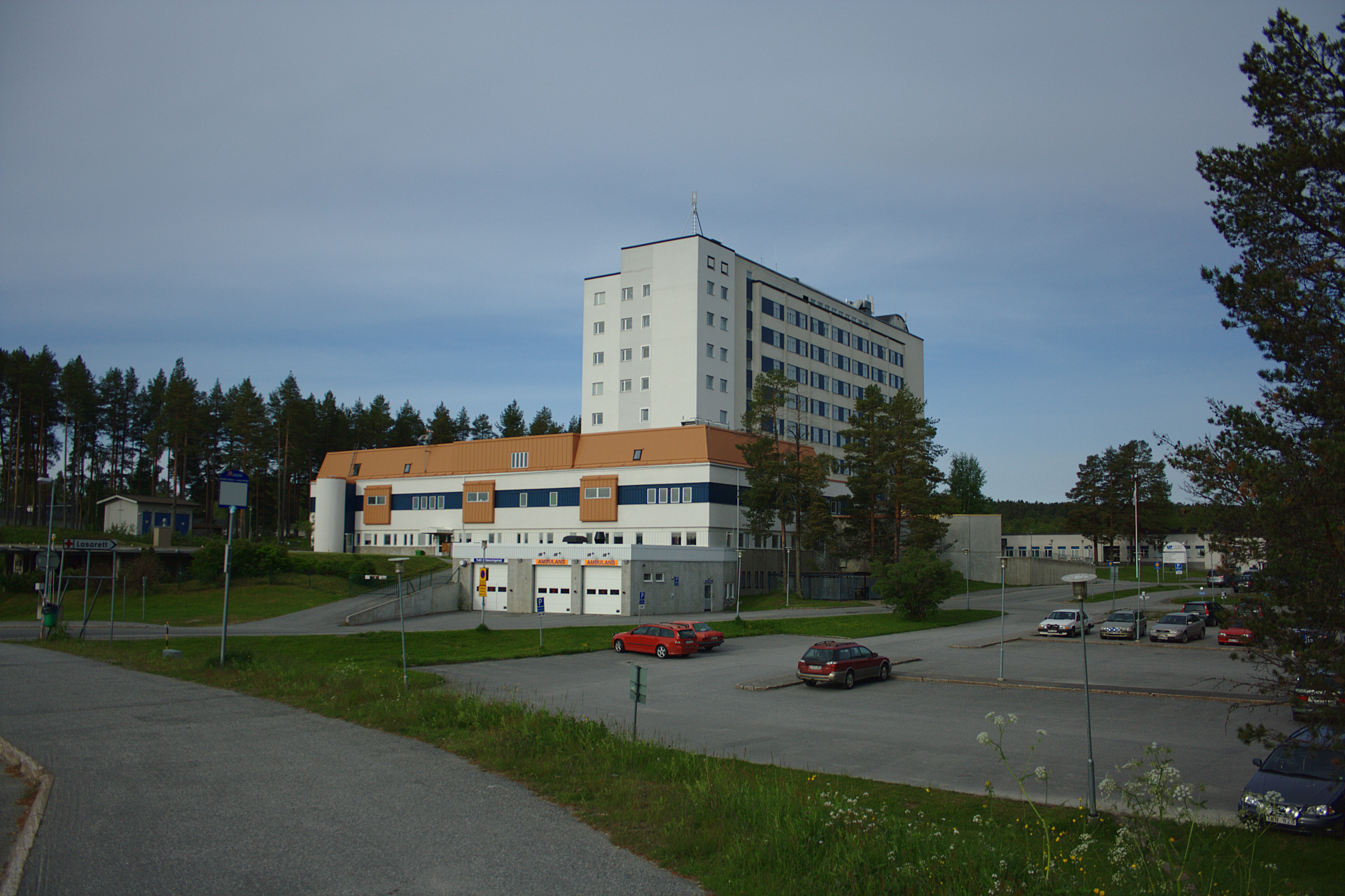
Lycksele lasarett

Lycksele sjukhus (tidigare benämnt Lycksele lasarett) tog emot sina första patienter i december 1961, och invigdes officiellt i januari 1962. Sjukhuset hade redan från start laboratorium, kirurgi, BB och röntgenavdelning, och senare under 1960-talet tillkom narkosläkare, en liten intensivvårdsavdelning och en långvårdsklinik.
Sjukhuset, som har närmare 600 anställda och ett 80-tal vårdplatser, bedriver alltjämt akutsjukvård och förlossningsverksamhet. Det har ansvar för fetmakirurgi i hela länet och utför även höftoperationer. Länets ambulanshelikopter, som utför fler än 500 uppdrag per år, är stationerad vid sjukhuset.
Befolkningen inom upptagningsområdet – större delen av Västerbottens läns inland – med en yta lika stor som landet Schweiz, har sedan 1960-talets början minskat från drygt 60 000 personer till cirka 40 000. Sjukhuset har hotats av nedläggning, men 2017 beslutades om en större renovering, beräknad att vara klar 2030.
I kommunen arbetar cirka 30 % inom vård och omsorg, vilket är mer än riksgenomsnittet. 
Andra stora näringar som ger arbetstillfällen är handel, kommunikation, tillverkning och utvinning.

#### Turism
Lycksele djurpark är en av tätortens större turistattraktioner. Djurparken lockade 38 000 besökare under 2023. En annan stor turistattraktion är Ansia badpark som hade 15 500 besökare 2012. Det var då det sämsta besöksantalet sedan anläggningen öppnade 1987. Flest besökare hade verksamheten haft 1989 då 60 000 besökare kom.
Gammplatsen har de senaste århundradena gått från att vara ett samiskt viste, till en kyrk- och handelsplats men fungerar numer som ett rekreationsområde. Inom Gammplatsens område hittas både Lapplands kulturbotaniska trädgård och Skogsmuseet. Andra turistattraktioner är:
- Lycksele Motorstadion (folkrace, rallycross, motocross och enduro)
- Bockslidens skidanläggning

### Infrastruktur

#### Transport
Lycksele flygplats ligger sex kilometer från tätorten. 
Bussar går längs Blå Vägen till bland annat Umeå och Mo i Rana i Norge, samt till alla kringliggande kommuner.
Förr gick flera dagliga rälsbussturer på Tvärbanan från Storuman via Lycksele till Vännäs, som är en järnvägsknut för vidare transport till Umeå och övriga Sverige. Persontrafik på järnvägen från Lycksele återupptogs i augusti 2011 då Norrtåg öppnade sin linje Lycksele-Umeå men ligger sedan 2022 åter nere.

#### Utbildning
I Lycksele kommun finns det tio grundskolor, inklusive anpassad grundskola och språkklass. På Tannbergsskolan, Lyckseles gymnasium, finns ett flertal nationella program, skid-, hockey- och fotbollsgymnasium, anpassad gymnasieskola samt vuxenutbildning. Lycksele har även en filial till Umeå universitet.

## Befolkning

### Befolkningsutveckling
| Befolkningsutvecklingen i Lycksele 1900–2020  | Befolkningsutvecklingen i Lycksele 1900–2020 | Befolkningsutvecklingen i Lycksele 1900–2020 | Befolkningsutvecklingen i Lycksele 1900–2020 | Befolkningsutvecklingen i Lycksele 1900–2020 |
| --------------------------------------------- | -------------------------------------------- | -------------------------------------------- | -------------------------------------------- | -------------------------------------------- |
|                                               |                                              |                                              |                                              |                                              |
| År                                            |                                              |                                              | Folkmängd                                    | Areal (ha)                                   |
| 1900                                          | 1900                                         |                                              | 901                                          | †                                            |
| 1960                                          | 1960                                         |                                              | 6 446                                        |                                              |
| 1965                                          | 1965                                         |                                              | 6 776                                        |                                              |
| 1970                                          | 1970                                         |                                              | 7 879                                        |                                              |
| 1975                                          | 1975                                         |                                              | 8 586                                        |                                              |
| 1980                                          | 1980                                         |                                              | 8 856                                        |                                              |
| 1990                                          | 1990                                         |                                              | 9 310                                        | 804                                          |
| 1995                                          | 1995                                         |                                              | 9 240                                        | 833                                          |
| 2000                                          | 2000                                         |                                              | 8 692                                        | 857                                          |
| 2005                                          | 2005                                         |                                              | 8 597                                        | 858                                          |
| 2010                                          | 2010                                         |                                              | 8 513                                        | 853                                          |
| 2015                                          | 2015                                         |                                              | 8 545                                        | 727                                          |
| 2020                                          | 2020                                         |                                              | 8 660                                        | 839                                          |
| † Befolkning runt ett municipalsamhälle 1900. |                                              |                                              |                                              |                                              |

### Religion

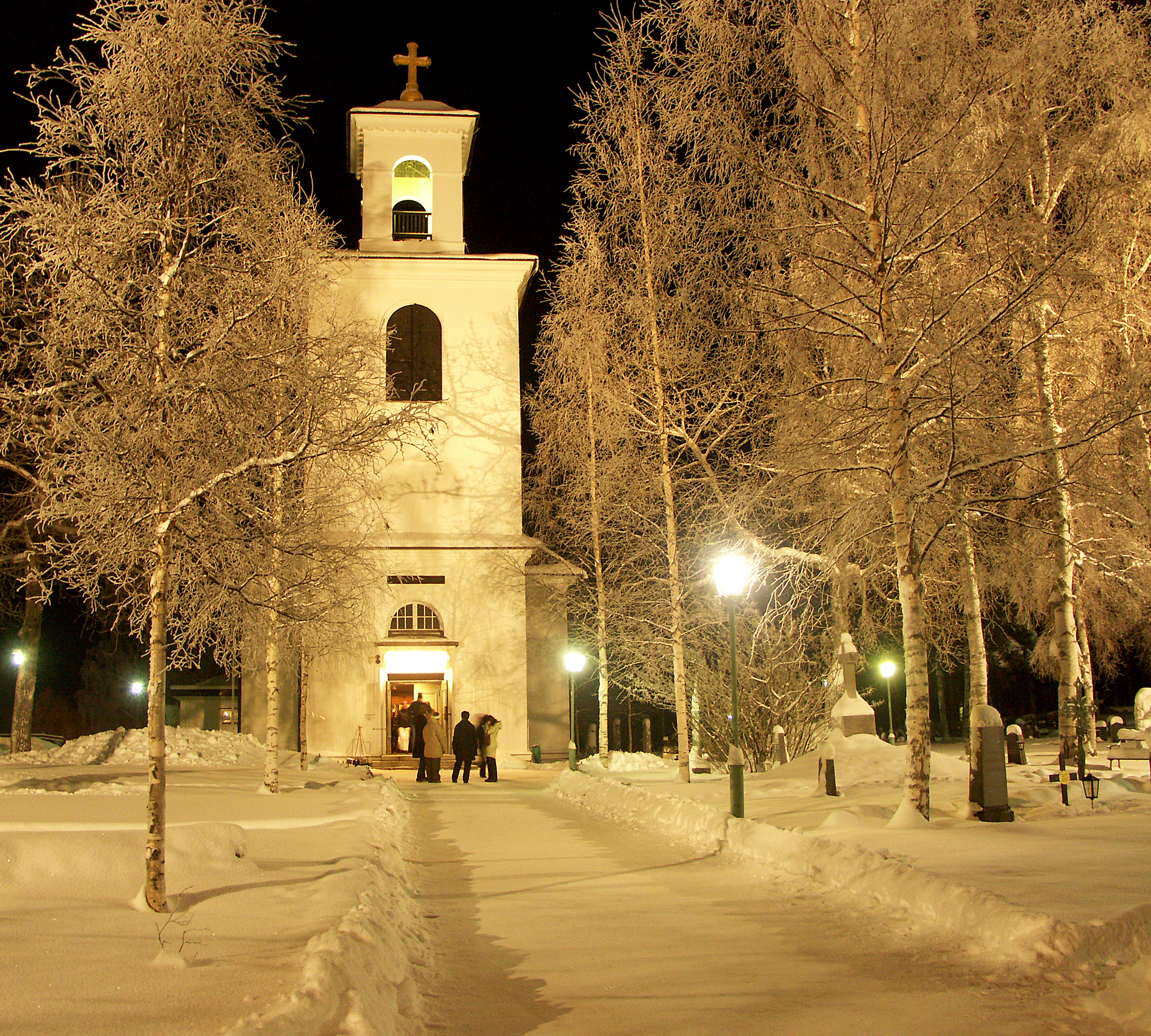
Lycksele kyrka uppfördes 1799 efter ritningar av P. W. Palmroth

- Lycksele församling - Svenska Kyrkan
- Pingstkyrkan i Lycksele[18] - Pingströrelsen.
- Missionskyrkan[19] - Svenska Missionskyrkan.
- Centrumkyrkan[20] - Trosrörelsen

### Sport
Trots att Lycksele är en liten stad med bara drygt 8 000 invånare har flera SM-guld tagits av dess invånare. Bara byarna Tannsele (57 invånare), Hedlunda (221 invånare) och Helsingfors i Lyckseles utkant, har haft 12 individuella Sverigemästare och dessutom tagit flera SM-guld i lagtävlan samt VM-guld. I synnerhet har dessa guld tagits i längdskidåkning. I staden finns ett skidgymnasium och 41 idrottsföreningar. I Lycksele finns även en alliansförening för samverkan mellan kommunens idrottsföreningar: LiDS - Lycksele idrott i samverkan.
En av tätortens idrottsföreningar är Lycksele SK som bildades 1929. Föreningen har spelat ishockey i Division I.

## Kända personer
Några kända svenska personer som har anknytning till Lycksele är:
- Roger Pontare, artist
- Elisabeth Svantesson, finansminister
- Stefan Attefall, f.d. civil- och bostadsminister
- Rune Ångström, riksdagsledamot.
- Lotta Engberg, artist.
- Kent Larsen, fjällpräst och dokusåpadeltagare.
- Johan Norberg, musiker.
- Rabih Jaber, sångare.
- Anita Ericsson, porrskådespelerska.
- David Rundblad, ishockeyspelare.
- Jannike Stenlund, musiker.
- Per Hanefjord, filmregissör och manusförfattare.
- Anders Sellström, riksdagsledamot
- Melker Karlsson, ishockeyspelare.
- Lena Conradson, sångerska.
- Jonas Frick, filmregissör och manusförfattare
- Johanne Hildebrandt, journalist och författare
- Therese Mattsson, generaltulldirektör och före detta rikskriminalpolischef
- Linn Svahn, längdskidåkare
- Lennart Sjögren (politiker) (född 1954), svensk politiker (kristdemokrat)
- Marianne Lindstén, provinsialläkare
- Valfrid Paulsson, svensk ämbetsman